# Упоровский район
Упо́ровский райо́н — административно-территориальная единица (район) и муниципальное образование (муниципальный район) в Тюменской области России.
Административный центр — село Упорово, расположено в 142 км от областного центра и в 45 км от ближайшей железнодорожной станции Заводоуковская.

## География
Территория района составляет 3 тыс. км². Он расположен на юге области, граничит с Исетским, Армизонским, Заводоуковским районами и на юге имеет общие границы с Мокроусовским, Белозёрским и Варгашинским районами Курганской области.
Площадь района — 3007,7 км², из них сельхозугодия − 171,4 тыс. га, леса — 99,6 тыс. га. Самыми крупными водоёмами являются реки Тобол и Емуртла. Множество мелких озёр имеют общую площадь 3,8 тыс. га.
Природа
Упоровский район расположен в природно-климатической зоне с резко континентальным характером климата. Климат благоприятен для ведения сельского хозяйства, выращивания зерновых, кормовых и других культур, разведения крупного рогатого скота.
Большая часть земель района представлена лугово-чернозёмными осолоделыми почвами, глинистыми и тяжелосуглинистыми, подстилаемыми песками по своему механическому составу. На западе и северо-востоке района встречаются дерново-слабоподзолистые, песчаные почвы.
В лесистом покрове преобладает берёза, с примесью осины в виде колков среди земель сельскохозяйственного пользования. На более возвышенных участках распространены сосновые боры.
Животный мир достаточно разнообразен. Площадь охотничьих угодий составляет 293 тыс. га.
На территории района имеются термально-минеральные воды, пригодные для бальнеологического назначения. Также в достаточном количестве имеются запасы глины (1598 тыс. м³), пригодные для производства кирпича.

## Население
| 2002    | 2009    | 2010    | 2011    | 2012    | 2013    | 2014    |
| ------- | ------- | ------- | ------- | ------- | ------- | ------- |
| 20 865  | ↗21 172 | ↘20 662 | ↗20 668 | ↘20 514 | ↘20 465 | ↗20 499 |
| 2015    | 2016    | 2017    | 2018    | 2019    | 2020    | 2021    |
| ↗20 678 | ↗20 783 | ↗20 896 | ↘20 824 | ↘20 578 | ↘20 296 | ↘19 475 |

### Национальный состав
В 57 населённых пунктах проживает 22,1 тыс. человек, из них: 89,7 % населения — русские, 8,2 % — немцы, 1,2 % — украинцы, 0,8 % — татары и представители других национальностей.
Характеристика населения
Определяющим фактором формирования численности населения района являются миграционные процессы. В 2003 году прибыло населения 480 чел., выбыло — 320 чел., миграционный прирост составил 160 чел. На протяжении последних трёх лет наблюдается устойчивая естественная убыль населения: в 2001 году — 135 человек, в 2002 году — 124 человека, в 2003 году — 90 человек. Естественная убыль складывается, в основном, за счёт роста количества умерших, и положительная тенденция увеличения числа рождений не может перекрыть этого роста.
Из 22,1 тыс. человек трудоспособными являются 11,4 тыс.человек, из них в экономике занято 9,4 тыс. человек. Численность безработных составляет 272 человек, или 2,9 % от экономически активного населения. По сравнению с 2003 годом численность безработных увеличилась на 140 чел., или в 2 раза, основной причиной чего является сокращение численности работающих на предприятиях района. Основным источником доходов населения остаётся заработная плата, среднемесячный размер которой за 2003 год составила 2768 руб., или на 13,8 % больше по сравнению с 2002 годом. Средняя величина прожиточного минимума составила 1330,87 рублей, увеличившись против соответствующего периода 2002 года на 12,6 %.

## История
Упоровский район образован на основании постановления ВЦИК от 1 января 1932 года в составе Уральской области из сельсоветов Емуртлинского, Суерского и Ялуторовского районов.
В состав района вошло 35 сельсоветов: Буньковский, Бызовский, Верх-Ингалинский. Верхнеманайский, Видоновский, Горюновский, Емуртлинский, Зырянский, Ингалинский, Капралихинский, Кизакский, Киселёвский, Комиссаровский, Коркинский, Липихинский, Лыковский, Масальский, Моревский, Нижнеманайский, Николаевский, Нифакинский, Одинский, Пантелеевский, Петропавловский, Поспеловский, Пушкарёвский, Пятковский, Скородумский, Слободчиковский, Старонерпинский, Суерский, Тюменцевский, Упоровский, Чернаковский, Шадринский.
В 1932-1934 годах был упразднён Кизакский сельсовет. В 1934 году упразднён Петропавловский сельсовет.
После ликвидации 17 января 1934 года Уральской области район вошёл в состав Челябинской области.
7 декабря 1934 года передан в состав Омской области.
25 января 1935 года — Верхнеманайский, Видоновский, Горюновский, Киселёвский, Комиссаровский, Масальский, Нижнеманайский, Пантелеевский, Пятковский и Слободчиковский сельсоветы переданы в Новозаимский район. Верх-Ингалинский сельсовет передан в Ялуторовский район, Капралихинский сельсовет — в Армизонский район.
Указом Президиума Верховного Совета СССР от 6 февраля 1943 года передан во вновь образованную Курганскую область.
14 августа 1944 года вошёл в состав Тюменской области.
17 июня 1954 года упразднены Верхнеманайский, Лыковский, Масальский, Нифакинский, Одинский, Поспеловский, Старонерпинский и Тюменцевский сельсоветы.
27 сентября 1956 года упразднён Бызовский сельсовет.
14 июня 1957 года упразднён Зырянский сельсовет.
11 декабря 1958 года Шадринский сельсовет переименован в Старошадринский.
22 мая 1961 года упразднены Киселевский, Липихинский, Моревский, Слободчиковский, Старошадринский и Чернаковский сельсоветы.
1 февраля 1963 года район упразднён. Территория вошла в состав Ялуторовского укрупнённого сельского района.
30 декабря 1966 года район образован вновь из 13 сельсоветов, входивших в его состав до упразднения.
7 мая 1968 года образован Липихинский сельсовет.
29 октября 1971 года Николаевский сельсовет переименован в Чернаковский.

## Муниципально-территориальное устройство
В Упоровском муниципальном районе 14 сельских поселений, включающих 56 населённых пунктов:
| №  | Сельские поселения                | Административный центр | Количество населённых пунктов | Население | Площадь, км2 |
| -- | --------------------------------- | ---------------------- | ----------------------------- | --------- | ------------ |
| 1  | Буньковское сельское поселение    | село Буньково          | 6                             | ↘1036     | 180,70       |
| 2  | Бызовское сельское поселение      | село Бызово            | 4                             | ↘833      | 251,31       |
| 3  | Видоновское сельское поселение    | село Масали            | 5                             | ↗1752     | 283,69       |
| 4  | Емуртлинское сельское поселение   | село Емуртла           | 8                             | ↗2339     | 393,36       |
| 5  | Ингалинское сельское поселение    | село Ингалинское       | 3                             | ↗905      | 194,46       |
| 6  | Коркинское сельское поселение     | село Коркино           | 6                             | ↗1000     | 240,36       |
| 7  | Крашенининское сельское поселение | село Крашенинино       | 3                             | ↘348      | 81,55        |
| 8  | Липихинское сельское поселение    | село Липиха            | 1                             | ↘344      | 146,38       |
| 9  | Нижнеманайское сельское поселение | село Нижнеманай        | 5                             | ↘474      | 173,19       |
| 10 | Пятковское сельское поселение     | село Пятково           | 2                             | ↘1413     | 203,31       |
| 11 | Скородумское сельское поселение   | село Скородум          | 3                             | ↘593      | 122,17       |
| 12 | Суерское сельское поселение       | село Суерка            | 4                             | ↘1443     | 418,10       |
| 13 | Упоровское сельское поселение     | село Упорово           | 1                             | ↘6058     | 120,58       |
| 14 | Чернаковское сельское поселение   | деревня Чёрная         | 5                             | ↘937      | 198,54       |

## Населённые пункты
| №  | Населённый пункт      | Тип     | Население | Муниципальное образование         |
| -- | --------------------- | ------- | --------- | --------------------------------- |
| 1  | Бердюгино             | село    | 128       | Емуртлинское сельское поселение   |
| 2  | Боровушка             | деревня | 113       | Коркинское сельское поселение     |
| 3  | Буньково              | село    | 476       | Буньковское сельское поселение    |
| 4  | Бызово                | село    | 572       | Бызовское сельское поселение      |
| 5  | Верхнеманай           | село    | 101       | Нижнеманайское сельское поселение |
| 6  | Видонова              | деревня | 323       | Видоновское сельское поселение    |
| 7  | Губина                | деревня | 23        | Суерское сельское поселение       |
| 8  | Дробинина             | деревня | 31        | Коркинское сельское поселение     |
| 9  | Дубровинский          | посёлок | 160       | Видоновское сельское поселение    |
| 10 | Емуртла               | село    | 724       | Емуртлинское сельское поселение   |
| 11 | Емуртлинский          | посёлок | 701       | Емуртлинское сельское поселение   |
| 12 | Ингалинское           | село    | 609       | Ингалинское сельское поселение    |
| 13 | Карагужева            | деревня | 191       | Бызовское сельское поселение      |
| 14 | Кашаир                | деревня | 174       | Емуртлинское сельское поселение   |
| 15 | Кизак                 | посёлок | 199       | Видоновское сельское поселение    |
| 16 | Киселево              | село    | 252       | Пятковское сельское поселение     |
| 17 | Коклягина             | деревня | 30        | Бызовское сельское поселение      |
| 18 | Кокуй                 | деревня | 79        | Чернаковское сельское поселение   |
| 19 | Коркино               | село    | 597       | Коркинское сельское поселение     |
| 20 | Короткова             | деревня | 151       | Буньковское сельское поселение    |
| 21 | Крашенинино           | село    | 336       | Крашенининское сельское поселение |
| 22 | Лескова               | деревня | ↘17       | Коркинское сельское поселение     |
| 23 | Липиха                | село    | ↘344      | Липихинское сельское поселение    |
| 24 | Лыково                | деревня | 194       | Ингалинское сельское поселение    |
| 25 | Маркова               | деревня | 142       | Видоновское сельское поселение    |
| 26 | Масали                | село    | 928       | Видоновское сельское поселение    |
| 27 | Морево                | село    | 106       | Буньковское сельское поселение    |
| 28 | Московка              | деревня | 15        | Скородумское сельское поселение   |
| 29 | Нижнеманай            | село    | 92        | Нижнеманайское сельское поселение |
| 30 | Николаевка            | село    | 9         | Чернаковское сельское поселение   |
| 31 | Нифаки                | деревня | 166       | Ингалинское сельское поселение    |
| 32 | Ниходская             | деревня | 215       | Нижнеманайское сельское поселение |
| 33 | Одино                 | село    | 119       | Коркинское сельское поселение     |
| 34 | Октябрьский           | посёлок | 304       | Емуртлинское сельское поселение   |
| 35 | Осеева                | деревня | 114       | Буньковское сельское поселение    |
| 36 | Пантелеевка           | деревня | 39        | Крашенининское сельское поселение |
| 37 | Первомайский          | посёлок | 96        | Емуртлинское сельское поселение   |
| 38 | Петропавловка         | деревня | 196       | Буньковское сельское поселение    |
| 39 | Посёлок Механизаторов | посёлок | 197       | Буньковское сельское поселение    |
| 40 | Поспелова             | деревня | 69        | Скородумское сельское поселение   |
| 41 | Пушкарева             | деревня | 96        | Бызовское сельское поселение      |
| 42 | Пятково               | село    | 1293      | Пятковское сельское поселение     |
| 43 | Скородум              | село    | 471       | Скородумское сельское поселение   |
| 44 | Слободчики            | село    | 229       | Емуртлинское сельское поселение   |
| 45 | Сосновка              | деревня | 83        | Нижнеманайское сельское поселение |
| 46 | Старая Нерпа          | деревня | 47        | Емуртлинское сельское поселение   |
| 47 | Старая Шадрина        | деревня | 230       | Суерское сельское поселение       |
| 48 | Суерка                | село    | 1053      | Суерское сельское поселение       |
| 49 | Суклём                | деревня | 32        | Крашенининское сельское поселение |
| 50 | Тополевка             | деревня | 275       | Нижнеманайское сельское поселение |
| 51 | Тюменцева             | деревня | 176       | Коркинское сельское поселение     |
| 52 | Тютрина               | деревня | 327       | Суерское сельское поселение       |
| 53 | Упорово               | село    | ↘6058     | Упоровское сельское поселение     |
| 54 | Чащина                | деревня | 149       | Чернаковское сельское поселение   |
| 55 | Чёрная                | деревня | 750       | Чернаковское сельское поселение   |
| 56 | Шашова                | деревня | 145       | Чернаковское сельское поселение   |

7 октября 2004 года была упразднена деревня Поляковская.

## Транспорт
Автобусное сообщение связывает район с другими населёнными пунктами. Наиболее крупными населёнными пунктами являются сёла: Буньково, Емуртла, Коркино, Масали Пятково, Суерка, Упорово.

## Достопримечательности
Объекты культурного наследия
К их числу относятся расположенные в Ингальской долине памятники археологии федерального значения:
- комплекс памятников — курганная группа «Бугорки-I», селище «Боровушки-I», стоянка (селище) «Боровушки-III»
- поселение «Ингалинка-I»
- могильник «Пушкарёвский-I»
- городище «Скородум»

Особо охраняемые природные территории
На территории района расположен региональный заказник Упоровский (6 920 га), а также региональные памятники природы Шашовский, участок 1 (636 га) и Шашовский, участки 2, 3 (4 га).